# Núcleo Darwin
El Núcleo Darwin o Darwin Core (a menudo abreviado como DwC) es una extensión del Dublin Core para biodiversidad informática. Proporciona una referencia estándar  y estable para compartir información sobre diversidad biológica. Los términos descritos en este estándar son parte de un conjunto mayor de vocabulario y especificaciones técnicas en desarrollo y mantenidos por los Estándares de Información para la Biodiversidad (anteriormente conocido como Grupo de Trabajo de Bases de Datos Taxonómicas o TDWG, por su acrónimo en inglés).

## Descripción
El Núcleo Darwin es un cuerpo  de estándares. Incluye un glosario de términos (en otros contextos estos términos se podrían denominar propiedades, elementos, campos, columnas, atributos o conceptos) que pretenden facilitar el proceso de compartir información sobre diversidad biológica proporcionando definiciones de referencia, ejemplos y comentarios. El Núcleo Darwin se basa fundamentalmente en taxones, sus ocurrencias en la naturaleza cuando son documentadas por observaciones, especímenes y ejemplos, e información relacionada. El estándar incluye documentos que describen cómo se gestionan estos términos, cómo el conjunto de términos puede ser ampliado para nuevos propósitos y cómo pueden usarse los términos. El Núcleo Darwin Simple (Simple Darwin Core) es una especificación particular que permite usar los términos y compartir datos sobre taxones y sus ocurrencias en la naturaleza de una forma estructurada más sencilla. Probablemente sea de utilidad para sugerir a cualquiera la posibilidad de «formatear tus datos siguiendo el Núcleo Darwin».
Cada término tiene una definición y diversos comentarios que apuntan a promover el uso consistente de los términos a través de aplicaciones y disciplinas. Los comentarios en evolución que discuten, precisan, amplían o traducen las definiciones y ejemplos son referenciados mediante enlaces en el atributo «Comentarios» de cada término. Esta forma de documentar el estándar permite su adaptación a nuevos propósitos sin distorsionar las aplicaciones existentes. Esto implica que hay una separación clara entre los términos definidos en el estándar y las aplicaciones que hacen uso de él. Por ejemplo, aunque los tipos de datos y sus restricciones no se proporcionan en las definiciones de los términos, se hacen recomendaciones sobre cómo restringir los valores cuando proceda.
En la práctica, el Núcleo Darwin desacopla la definición y la semántica de términos individuales a partir de la aplicación de estos términos en diferentes tecnología, tales como XML, RDF o archivos de texto CSV sencillos. El Núcleo Darwin proporciona directrices separadas sobre cómo codificar los términos cuando en XML o archivos de texto.

## Historia
El Núcleo Darwin fue originalmente creado como perfil Z39.50 por el Grupo de Implementadores de Biología Z39.50 (ZBIG, por su acrónimo en inglés), con el apoyo financiero de un premio otorgado por la Fundación Nacional para la Ciencia de los Estados Unidos.  El nombre de «Núcleo Darwin» fue acuñado originalmente por Allen Allison en la primera reunión del ZBIG celebrada en la Universidad de Kansas en 1998, mientras se comentaba la semejanza conceptual del perfil Z39.50 con el Dublin Core. El perfil de Núcleo Darwin fue más tarde recogido en un documento con esquema XML para uso del protocolo de Recuperación de Información Genérica Distribuida (DiGIR, por su acrónimo en inglés). Se creó el grupo de trabajo Estándares de Información para la Biodiversidad para revisar el Núcleo Darwin, y el 9 de octubre de 2009 se publicó oficialmente un estándar ratificado de metadatos.
Aunque ratificado como TDWG/Estándares de Información para la Biodiversidad desde entonces, el Núcleo Darwin ha tenido numerosas versiones previas en uso de producción. El estándar publicado contiene una historia con detalles de las versiones previas que conducen al estándar actual.
| Nombre                                            | Espacio de nombres                                                                             | Número de términos | Esquema XML    | Fecha de emisión |
| ------------------------------------------------- | ---------------------------------------------------------------------------------------------- | ------------------ | -------------- | ---------------- |
| Núcleo Darwin 1.0                                 | No Aplicable                                                                                   | 24                 | (Z39.50 GRS-1) | 1998             |
| Núcleo Darwin 1.2 (clásico)                       | https://web.archive.org/web/20080818174540/http://digir.net/schema/conceptual/darwin/2003/1.0/ | 46                 |                | 11-09-2001       |
| Núcleo Darwin 1.21 (MaNIS/HerpNet/ORNIS/FishNet2) | https://web.archive.org/web/20080818174540/http://digir.net/schema/conceptual/darwin/2003/1.0/ | 63                 |                | 15-03-2003       |
| Núcleo Darwin OBIS                                | https://web.archive.org/web/20070824110812/http://www.iobis.org/obis/                          | 27                 |                | 10-07-2005       |
| Núcleo Darwin 1.4 (borrador del estándar)         | http://www.tdwg.org/standards/450/                                                             | 46                 |                | 23-04-2007       |
| Términos del Núcleo Darwin (propiedades)          | http://rs.tdwg.org/dwc/terms/                                                                  | 172                |                | 09-10-2009       |

## Proyectos claves que emplean el Núcleo Darwin
- Global Biodiversity Information Facility (GBIF)[7]
- Ocean Biogeographic Information System (OBIS)[8]
- The Atlas of LIving Australia (ALA)
- Online Zoological Collections of Australian Museums (OZCAM) (enlace roto disponible en Internet Archive; véase el historial, la primera versión y la última).
- Mammal Networked Information System (MaNIS)
- Ornithological Information System (ORNIS)
- FishNet 2
- VertNet
- Canadensys
- Sistema Nature 3.0
- Enciclopedia de la Vida
- Integrated Digitized Biocollections (iDigBio)[9][10]